# Иванов, Дмитрий Анатольевич (учёный-мелиоратор)
Дмитрий Анатольевич Иванов (род. 21 августа 1956, Вышний Волочёк Калининская область) — российский учёный в области разработки ландшафтно-мелиоративных систем земледелия, член-корреспондент РАСХН (2012), член-корреспондент РАН (2014).

## Биография
В 1980 году окончил Калининский государственный университет. По направлению работал учителем географии и биологии средней школы в селе Овсище. С 1981 года — во ВНИИ сельскохозяйственного использования мелиорированных земель:
- старший лаборант отдела агропочвоведения (1981—1988),
- младший научный сотрудник лаборатории агропочвоведения (1989),
- научный (1989—1991), старший научный сотрудник (1992—1995) лаборатории агромелиоративных обработок почв,
- заведующий лабораторией (1996—1998),
- с 1999 года заведующий отделом ландшафтно-мелиоративного земледелия (ныне отдел мониторинга состояния и использования осушаемых земель).

Доктор с-х наук (2001), профессор (2008), член-корреспондент РАСХН (2012), член-корреспондент РАН (2014).
Автор (соавтор) около 380 научных работ, в том числе 5 монографий и 7 учебных пособий.